# Electric Wizard
Electric Wizard est un groupe de doom metal britannique, originaire de Wimborne Minster dans la région du Dorset, au sud-ouest de l’Angleterre. Le groupe est formé en 1993, et compte huit albums dont deux ayant révolutionné le genre, à savoir Come My Fanatics… et Dopethrone. Ces deux albums permettent à Electric Wizard de devenir l'un des piliers de la scène du doom stoner,. La caractéristique sonore du groupe est qu’il intègre des sonorités de sludge et de stoner à son doom metal. À travers les paroles de leurs chansons, on retrouve des thèmes récurrents comme les films d'horreur, l'auteur H. P. Lovecraft ou encore la drogue.

## Biographie

### Origines (1989–1993)
Les origines du groupe remontent à l’année 1988 lorsque Jus Oborn était le leader du groupe Lord of Putrefaction. Le groupe a sorti trois démos entre 1989 et 1991 dont une qui est un split avec Mortal Remains. En 1992, le groupe change de nom pour Thy Grief Eternal après qu’Adam Richardson quitte le groupe et sort une démo nommée On Blackened Wings. L’année 1993 voit le fait que le groupe décide encore une fois de changer de nom pour Eternal et aussi le fait qu’il sort deux démos. Après le départ de Gavin Gillingham, Jus Oborn change à nouveau de nom pour Electric Wizard. Les démos des groupes précédents peuvent être écoutées sur la compilation Pre Electric Wizard 1989-1994 sortie en 2006.

### Débuts (1993–2002)
Les débuts d’Electric Wizard se font dans la ville de Wimborne dans le Dorset. Le groupe se constitue de trois membres : Jus Oborn au chant et à la guitare, Tim Bagshaw à la basse ainsi que Mark Greening à la batterie. Le nom du groupe provient de deux chansons de Black Sabbath à savoir Electric Funeral et The Wizard : les trois musiciens étaient des fans absolus du rock des années 1970 et notamment de Black Sabbath, un des groupes qui ont posé les racines du stoner rock.
En 1995, le groupe signe chez Rise Above Records et enregistre leur premier album studio, Electric Wizard. Malgré le fait que l’album est assez classique dans le style du doom metal, il reçoit des critiques plutôt positives, ce qui les encourage à continuer. Cette même année, ils sortent le morceau Demon Lung avec le groupe Our Haunted Kingdom qui deviendra par la suite Orange Goblin. L’année 1997 voit un tournant avec la sortie de l’album Come My Fanatics.... qui impose le son du groupe. En effet, l’album est caractérisé par un son lourd puissant et monolithique aux guitares saturées. C’est grâce à cet album qu’Electric Wizard va accéder à la reconnaissance du public. Cependant, des problèmes judiciaires avec certains membres du groupe (possession de drogue, violence sur un agent de police, vol…) et aussi quelques ennuis de santé concernant Jus Oborn mettent le groupe en suspens, mais ne les empêchera pas de sortir l’EP Supercoven en 1998.
En 2000, Electric Wizard revient sur le devant de la scène avec Dopethrone qui est considéré comme l’album emblématique du groupe. Les critiques ont été positives et l’album a souvent été qualifié « comme le doom metal le plus lent et le plus lourd imaginable ». On retrouve les sonorités de Come My Fanatics… qui sont plus agressives et abrasives. C’est dans cet album que le groupe va composer le morceau Funeralopolis qui est considéré comme le morceau phare du groupe et par beaucoup comme l’hymne du doom stoner. Le magazine Terrorizer élit Dopethrone comme l'album de la décennie 2000.

### Période difficile (2002–2007)
En 2002, le groupe sort l’album Let Us Prey qui n’est pas dans la même veine des précédents et est assez expérimental malgré des sonorités toujours aussi imposantes. Durant cette année, le groupe s’embarque pour une tournée nord américaine, mais il est annoncé que le groupe mettait fin à sa carrière après le dernier concert à cause des relations tendues entre les membres. Malgré ça, le groupe se lance dans une tournée anglaise aux côtés de Cathedral, mais Justin Greaves remplaçait Mark Greening à la batterie. Le mois d’avril 2003 marque un tournant pour le groupe puisque le bassiste Tim Bagshaw et le batteur Mark Greening quittent Electric Wizard pour former Ramesses.
À la suite du départ de deux des trois membres fondateurs, l’avenir d’Electric Wizard était plus ou moins incertain. Pourtant, Jus Oborn ne baissa pas les bras et reforma un nouveau line-up avec Justin Greaves à la batterie, Rob Al Issa à la basse ainsi que l'ancienne Sourvein Liz Buckingham en guitare rythmique. L’ajout d’une guitare rythmique a été crucial selon Jus Oborn à cause du départ de son partenaire d’écriture Tim Bagshaw : « Liz était l’un des éléments les plus importants parce que j’ai perdu un compagnon d’écriture lorsque Tim a quitté le groupe. Quand Liz a rejoint le groupe, nous étions déjà des partenaires d’écritures, nos styles étaient très similaires. […] Et depuis que nous écrivons ensemble, Electric Wizard renait peu à peu. Je suis obligé d’avoir un compagnon d’écriture. »
Electric Wizard sort, en 2004, l’album We Live qui est différent des précédents avec l’ajout d’une seconde guitare qui apporte une touche un peu plus complexe. Le groupe entame une tournée au Royaume-Uni ainsi qu’en Australie pour promouvoir ce nouvel album. Le groupe joue également au festival Roadburn en 2005. Avec quelques mésententes entre Jus Oborn et Justin Greaves, ce dernier quitte le groupe en 2006 et est remplacé par Shaun Rutter.

### Retour sur le devant de la scène (2007–2011)
L’année 2007 voit le groupe revenir sur le devant de la scène avec la sortie de l’album Witchcult Today qui renoue avec les bonnes critiques. L’album est caractérisé par un son hypnotique faisant hommage aux films d’horreur des années 1970 dont Jus Oborn est un grand fan : le titre Satanic Rites of Drugula est une référence au film d’Alan Gibson, Dracula vit toujours à Londres (VO : The Satanic Rites of Dracula). Le morceau Dunwich est quant à lui une référence à la nouvelle de H.P Lovecraft, The Dunwich Horror. En 2008, Tas Danazoglou remplace Rob Al Issa à la basse.
Le 1er novembre 2010, le groupe sort Black Masses qui reste dans la veine de Witchcult Today malgré le fait qu’il ne reçoit pas autant de critiques positives. L'album ne présente pas beaucoup d'innovation par rapport au précédent et campe dans un registre déjà exploré: celui des films d'horreur des années 1960-1970. Il faut noter que Black Masses est le premier album du groupe qui ne contient pas de morceau de plus de dix minutes. Pour promouvoir la sortie de l’album, Electric Wizard joue avec le groupe Moss et se rend dans quelques festivals européens comme le Hellfest en 2011.

### Changements et nouvel album (depuis 2012)
En 2012, le groupe procède à un nouveau line-up avec Glenn Charman à la basse et Simon Poole à la batterie. Le 31 mars 2012, lors du concert au HMV Forum à Londres, le groupe sort l’EP Legalise Drugs and Murder en quantité limitée. Mais devant le succès de la vente de l'EP, il ressort sur le site de Rise Above Records. Au cours de l'année 2012, Mark Greening l'un des membres fondateurs fait son retour au sein du groupe après avoir quitté le groupe Ramesses. Le 1er mars 2013, lors d'une interview au site It's Psychedelic Baby, Jus Oborn déclare que le prochain album est actuellement en cours d'écriture et que trois-quatre morceaux sont composés. Début décembre 2013, Electric Wizard est programmé pour la neuvième édition du Hellfest en 2014.
En mai 2014, le groupe dévoile le nom du prochain album qui s'intitule Time to Die, l'album est sorti le 30 septembre 2014. Le 11 juin 2014, Mark Greening a fait part de son éviction du groupe via sa page Facebook. « [Je suis] très vidé et triste, mais malheureusement je n'aurai jamais à jouer en live les nouveaux titres d'Electric Wizard que j'ai enregistrés / écrit, comme Liz m'a renvoyé du groupe. Mais Electric Wizard n'est plus le groupe que j'ai formé avec Justin et Tim il y a si longtemps comme un club de celui qui s'habille le plus à la manière des 70s. Tout ce que je peux dire, c'est au moins le nouvel album sera meilleur que les trois précédent. Faites l'amour pas la guerre. »
À la suite du départ de Mark Greening à la batterie, Simon Poole revient à son poste pour assurer les concerts.

## Discographie

### Albums studio
- 1995 : Electric Wizard
- 1997 : Come My Fanatics....
- 2000 : Dopethrone
- 2003 : Let us Prey
- 2004 : We Live
- 2007 : Witchcult Today
- 2010 : Black Masses
- 2014 : Time to Die
- 2017 : Wizard Bloody Wizzard

### EP
- 1996 : Demon Lung
- 1997 : Chrono.Naut (split album avec Orange Goblin)
- 1998 : Supercoven
- 2008 : The House on the Borderland
- 2008 : The Processean
- 2012 : Legalise Drugs & Murder

### Compilations
- 1999 : Come My Fanatics.../Electric Wizard
- 2006 : Pre-Electric Wizard 1989-1994

## Membres

### Membres actuels
- Jus Oborn - chant, guitare (depuis 1993)
- Liz Buckingham - seconde guitare (depuis 2003)
- Clayton Burgess - basse (depuis 2014)
- Simon Poole - batterie (2012, depuis 2014)

### Anciens membres
- Tim Bagshaw – basse (1993-2003)
- Rob Al-Issa – basse (2003-2008)
- Tas Danazoglou – basse (2008-2012)
- Glenn Charman – basse (2012-2014)
- Mark Greening – batterie (1993-2003, 2012-2014)
- Justin Greaves – batterie (2003-2006)
- Shaun Rutter – batterie (2006-2012)